# Duldungsvollmacht
Die Duldungsvollmacht bezeichnet den zurechenbaren Rechtsschein einer bestehenden Vollmacht, bei der ein rechtsgeschäftlich Vertretener um das Handeln einer Person, die als sein Vertreter auftritt, weiß, nicht jedoch gegen dieses Handeln einschreitet, um es zu verhindern.
Liegt Geschäftsfähigkeit des Vertretenen vor und ist der Dritte (Geschäftsgegner) bezüglich der Vertretungsmacht gutgläubig, muss der Vertretene das Geschäft gegen sich wirken lassen, wenn der durch die vermeintliche Vertretungsmacht erzeugte Rechtsschein kausal für das Handeln des Dritten geworden ist.
Die herrschende Meinung wendet in der Rechtsfolge die Regeln der Vollmacht an, behandelt den Vertretenen mithin so, als hätte er die Vollmacht (ausdrücklich) wirksam erteilt. Ein anderer Teil der Lehre will die Regeln einer konkludent erklärten Vollmacht angewandt wissen.
Eine Duldungsvollmacht kann bereits bei einmaligem Auftreten des Vertreters ohne Vertretungsmacht vorliegen, selbst wenn dieses Auftreten nicht gegenüber dem betreffenden Dritten erfolgt ist. Abzugrenzen ist insoweit gegenüber der Anscheinsvollmacht, die eine gewisse Häufigkeit und Dauer des Auftretens des Vertreters ohne Vertretungsmacht erfordert.